# AXESS
AXESS（あくせす）は、主に航空券の発券、航空便の予約、空席照会などができるコンピュータシステム (CRS) 。
航空会社や旅行会社、ホテルなどで広く使われていた。日本航空の予約システムを基盤に作られたものである。
当初は日本航空（現 日本航空インターナショナル）が運用していたが、1991年に運用を担う部門が分社された。※詳細は、#運営会社を参照。
2019年10月2日に、2021年3月31日をもって営業終了すると発表され、同日をもって終了した。

## 概要
AXESSは、航空関連の他に鉄道・ホテル・レンタカー・ツアーの予約、旅行情報データ、バックオフィス業務支援など、旅行に関係する業務をほぼカバーできるほどの機能を持っている。AXESSの端末は日本全国に1万8千台あまりが設置されている（2004年現在）。1964年から稼働したJALCOM（ジャルコム、JALCOMI,II,III）と呼ばれていたシステムから発展した。
2014年4月に、アメリカ合衆国のトラベルポートのホストシステムをベースとした新システムへ移行した。
日本航空（JAL）は2017年度に、国内線と国際線の予約システムプラットフォームをアマデウスITグループが提供するアマデウスアルテアに刷新し、11月16日から稼働した（SAKURAプロジェクト）。ただし、日本地区のJAL国際線販売において旅行会社が使用するシステムは変更なく、引き続きAXESSの利用を推奨するとしていた。

### SABREとの提携
1995年、アメリカン航空が開発し全世界の6万数百箇所に端末を展開するSABRE（セーバー）と提携した。

### 検定
1989年、旅行業界においてAXESS端末を操作できる人材育成の一環として、AXESS実用検定が実施された。これはこの端末の操作能力を問う検定で、検定科目は「国内全般」と「国際予約」のそれぞれ1、2、3級であった。

## 操作における知識

### PNR
AXESSを操作して作成した予約記録をPNR (Passenger Name Record) という。これは旅客情報や搭乗便などのデータが入力されたもので、運賃計算・航空券発券の基本になる。

### 略号
AXESSでは空港（3レターコード）、航空会社、12カ月の表し方、曜日の表し方など様々な場面で略号を使用する。

## 運営会社
運営会社の株式会社アクセス国際ネットワーク（アクセスこくさいネットワーク、AXESS INTERNATIONAL NETWORK INC. ）は、AXESSの運用などを行う情報通信業者である。また、付帯事業としてAXESSに関連する講習会や「AXESS実用検定」などを行っている。
1991年に会社が設立され、同年9月に日本航空から運用を承継した。日本航空の幹部であった木村佳乃の父親も社長を務めた。
2010年に社長に就任した中野星子は、1982年に日本航空で初めての女性総合職として入社し国際営業部課長などを歴任した後、2007年に女性としては初めて東京支店法人センター法人販売第1部長を歴任するなど、同社の女性総合職の第一人者として営業畑を歩んだ。

### 事業所
- 本社 : 東京都品川区東品川2丁目3-12
- 大阪支店 : 大阪府大阪市北区
- 名古屋支店 : 愛知県名古屋市中区
- 福岡支店 : 福岡県福岡市博多区
- 札幌営業所 : 北海道札幌市中央区